# Luis de la Fuente (football, 1961)
Pour les articles homonymes, voir Luis de la Fuente et de la Fuente.
Luis de la Fuente Castillo, né le 21 juin 1961, est un footballeur espagnol ayant joué au poste d'arrière gauche, reconverti en entraîneur de football. Il a été le sélectionneur de l'équipe d'Espagne des moins de 21 ans de 2018 à 2022. Il est depuis 2022 le sélectionneur de l'équipe d'Espagne de football.
Il compte un total de 254 matchs et six buts en 13 saisons de Liga, avec l'Athletic Bilbao et le Séville FC.

## Biographie

### Carrière de joueur
Né à Haro, La Rioja, de la Fuente est formé à l'Athletic Bilbao et fait ses débuts seniors avec l'équipe réserve en 1978, en Segunda División B. Après avoir été aligné pour la première fois en équipe première le 8 octobre 1980 en Coupe d'Espagne, il fait ses débuts en Liga le 8 mars 1981, rentrant en seconde période lors d'un match nul 0-0 à l'extérieur contre le Valence CF.
De la Fuente intègre définitivement l'équipe principale à l'été 1982. Il marque son premier but professionnel le 26 mars de l'année suivante, à domicile contre le RC Celta de Vigo (victoire 4-0).
En juillet 1987, de la Fuente rejoint le Séville FC et joue régulièrement. En 1991, il revient à l'Athletic pour 20 millions de pesetas mais n'est utilisé que ponctuellement.
De la Fuente rejoint le Deportivo Alavés en 1993, alors en Segunda División B. Après une saison complète, il prend sa retraite à l'âge de 33 ans.

### Carrière d'entraîneur
De la Fuente entraîne le Club Portugalete, au niveau régional. À l'été 2000, il est nommé entraîneur du club de Segunda División B du CD Aurrerá de Vitoria mais est limogé en mars de l'année suivante.
En 2001, il prend en main les équipes de jeunes du Séville FC, où il reste quatre saisons. De la Fuente rejoint ensuite l'Athletic Bilbao en 2005. D'abord entraîneur de l'équipe réserve, il exerce les fonctions de délégué de match de l'équipe première pendant deux ans avant de reprendre ses fonctions antérieures.
Le 13 juillet 2011, de la Fuente est nommé entraîneur du Deportivo Alavés ; il sera licencié le 17 octobre de la même année. Le 5 mai 2013, il est nommé à la tête de l'équipe d' Espagne des moins de 19 ans qui remporte le Championnat d'Europe 2015 en Grèce.
De la Fuente devient sélectionneur de l'équipe d'Espagne espoirs en juillet 2018, après la démission d'Albert Celades. Sa première compétition est le Championnat d'Europe 2019 en Italie, qu'il remporte après une victoire 1-0 en finale contre l'Allemagne à Udine.
Le 8 juin 2021, de la Fuente et son équipe disputent pour le compte de l'équipe d'Espagne senior le match de préparation pour l'Euro 2020 contre la Lituanie, l'effectif espagnol est à l'isolement après que Sergio Busquets a été testé positif au Covid-19,.
Le 8 décembre 2022, il devient le sélectionneur de l'Équipe d'Espagne senior en remplacement de Luis Enrique,.
Le 22 février 2024, la Fédération espagnole de football a annoncé sa prolongation jusqu'à la prochaine Coupe du monde 2026.
Le 27 janvier 2025, il prolonge à nouveau son contrat. Celui ci s'étend jusqu’en 2028.

## Palmarès

### Joueur
- Athletic Bilbao
  - Champion d'Espagne en 1983 et 1984
  - Vainqueur de la Coupe du Roi en 1984
  - Finaliste de la Coupe du Roi en 1985
  - Vainqueur de la Supercoupe d'Espagne en 1984
  - Finaliste de la Supercoupe d'Espagne en 1983

### Entraîneur
- Espagne -19 ans
  - Vainqueur du Championnat d'Europe des moins de 19 ans en 2015
- Espagne
  - Vainqueur du Championnat d'Europe espoirs en 2019
- Espagne olympique
  -  Médaillé d'argent aux Jeux olympiques en 2021
- Espagne
  - Vainqueur de la Ligue des nations en 2023
  - Vainqueur de l'Euro 2024
  - Finaliste de la Ligue des Nations en 2025